# The April Wine Collection
The April Wine Collection es el noveno álbum recopilatorio de la banda de rock canadiense April Wine, publicado en 1992, el cual contiene la más grande selección de canciones en un álbum de la banda.

## Vol. 1 - The Singles
Todas las canciones fueron escritas por Myles Goodwyn, excepto donde se indica lo contrario.
1. "Fast Train" – 3:20
2. "You Could Have Been a Lady" (Errol Brown y Tony Wilson) – 3:20
3. "Bad Side of the Moon" (Elton John y Bernie Taupin) – 3:14
4. "Drop Your Guns" (David Henman) – 3:35
5. "Lady Run, Lady Hide" (Myles Goodwyn y Jim Clench) – 2:59
6. "I'm on Fire for You Baby" (David Elliott) – 3:26
7. "I Wouldn't Want to Lose Your Love" – 3:09
8. "Tonite Is a Wonderful Time to Fall in Love" – 3:36
9. "Like a Lover, Like a Song" – 5:07
10. "The Whole World's Goin' Crazy" – 2:42
11. "You Won't Dance With Me" – 3:42
12. "Roller" – 3:36
13. "Rock n' Roll Is a Vicious Game" – 3:16
14. "Say Hello" – 3:00
15. "Just Between You and Me" – 3:55
16. "Sign of the Gypsy Queen" (Lorence Hud) – 4:16
17. "Enough Is Enough" – 4:04
18. "This Could Be the Right One" – 4:07
19. "Rock Myself to Sleep" (Kimberley Rew y Vince de la Cruz) – 2:56

## Vol. 2 - The Rock Songs
1. "Anything You Want, You Got It" – 4:44
2. "I Like to Rock" – 4:27
3. "Before the Dawn" (Brian Greenway) – 4:20
4. "All Over Town" – 2:58
5. "Hot on the Wheels of Love" (Myles Goodwyn y Steve Lang) – 3:12
6. "Tonite" – 4:13
7. "Future Tense" – 4:09
8. "21st Century Schizoid Man" (Robert Fripp, Michael Giles, Greg Lake, Ian MacDonald y Peter Sinfield) – 6:25
9. "Crash and Burn" – 2:36
10. "Oowatanite" (Jim Clench) – 3:50
11. "Don't Push Me Around" – 3:13
12. "Get Ready for Love" – 4:13
13. "Tellin' Me Lies" – 3:03
14. "Blood Money" – 5:23
15. "Gimme Love" (Myles Goodwyn y Hovaness "Johnny" Hagopian) – 3:58
16. "Weeping Widow" (Robert Wright, alias ‘Art La King’) – 3:53
17. "Victim for Your Love" – 4:19

## Vol. 3 - The Vintage Wine
1. "Cum Hear the Band" – 3:52
2. "Slow Poke" – 3:45
3. "Wings of Love" – 4:52
4. "Mama Laye" – 4:17
5. "Marjorie" – 3:45
6. "Child's Garden" – 4:39
7. "Lovin' You" – 3:35
8. "It's a Pleasure to See You Again" – 2:47
9. "Comin' Right Down on Top of Me" – 4:08
10. "What If We Fall in Love" – 4:16
11. "Tell Me Why" (John Lennon y Paul McCartney) – 3:15
12. "Doin' It Right" (Tom Lavin) – 3:36
13. "Sons of the Pioneers" – 5:35
14. "Love Has Remembered Me" – 4:07
15. "Hold On" – 3:53
16. "Electric Jewels" (Myles Goodwyn y Jim Clench) – 5:58

## Vol. 4 - Live
1. "Anything You Want" – 4:10
2. "I Like to Rock" – 3:59
3. "All Over Town" – 3:30
4. "Just Between You and Me" – 4:01
5. "Enough Is Enough" – 4:05
6. "This Could Be the Right One" – 4:51
7. "Sign of the Gypsy Queen" (Lorence Hud) – 4:25
8. "Like a Lover, Like a Song" – 5:06
9. "Comin' Right Down on Top of Me" – 1:10
10. "Rock n' Roll Is a Vicious Game" – 4:00
11. "Roller" – 4:39
12. "Don't Push Me Around" – 6:08
13. "You Could Have Been a Lady" (Errol Brown y Tony Wilson) – 3:50
14. "(Mama) It's True" (Myles Goodwyn y Jim Clench) – 5:05
15. "Just Like That" (Myles Goodwyn y Jim Clench) – 6:32

## Formación
- Myles Goodwyn - voz, coros, guitarra y teclados
- Brian Greenway - guitarra, armónica y coros.
- Gary Moffet - guitarra y coros
- David Henman - guitarra, sitar y coros.
- Jim Henman - guitarra acústica, bajo y coros.
- Jim Clench - bajo y coros
- Steve Lang - bajo y coros
- Jean Pellerin - bajo (en las canciones {“Rock Myself to Sleep” y “Love Has Remembered Me)
- Ritchie Henman - percusiones y teclados.
- Jerry Mercer - batería, percusiones y coros.
- Marty Simon - batería (en las canciones “Rock Myself to Sleep” y “Love Has Remembered Me).
- Daniel Barbe - teclados (en las canciones “Rock Myself to Sleep” y “Love Has Remembered Me”).